# Matthew Selt
Matthew Selt, angleški igralec snookerja, * 7. marec 1985.

## Kariera
Selt prihaja iz Romforda. V svetovno karavano se je kvalificiral, potem ko je serijo 8 turnirjev PIOS v sezoni 2006/07 končal na 7. mestu. Selt je prijatelj in trening partner Avstralca Neila Robertsona.
Selt je napravil velik korak naprej v karieri, potem ko je sezono 2009/10, v kateri je sicer držal 67. mesto na jakostni lestvici, začel z uvrstitvijo med najboljših 32 igralcev na dveh jakostnih turnirjih zapored. Najprej mu je to uspelo na turnirju Shanghai Masters, na katerem je dobil štiri kvalifikacijske dvoboje, zadnjega je dobil z izidom 5-4 proti Stevu Davisu. V prvem krogu glavnega dela turnirja se je nato srečal z Johnom Higginsom, ki ga je izločil z rezultatom 5-2. Nase je opozoril tudi na naslednjem jakostnem turnirju sezone, Grand Prixju. Najprej je v prvem krogu kvalifikacij dvoboj proti Jordanu Brownu po zaostanku z 0-4 obrnil in zmagal s 5-4, zatem pa je po vrsti izločil še Jimmyja Whita, Stuarta Pettmana in Fergala O'Briena. Nato je še enkrat izgubil v prvem krogu glavnega dela turnirja, z izidom 5-2 je v drugi krog napredoval Stephen Hendry.
Selt se je s tema dvema dosežkoma zavihtel s 67. na 55. mesto provizorične svetovne jakostne lestvice.